# Dick La Reno
Dick La Reno (31 ottobre 1863 – Hollywood, 26 luglio 1945) è stato un attore di origine irlandese naturalizzato statunitense.

## Filmografia
- Right for Right's Sake, regia di J. Searle Dawley - cortometraggio (1913)
- Bill's Sweetheart, regia di J. Searle Dawley
- The Squaw Man, regia di Cecil B. DeMille, Oscar Apfel (1914)
- John Barleycorn
- Brewster's Millions, regia di Oscar Apfel, Cecil B. DeMille (1914)
- The Master Mind, regia di Oscar Apfel, Cecil B. DeMille (1914)
- The Virginian, regia di Cecil B. DeMille (1914)
- Ready Money, regia di Oscar Apfel (1914)
- The Man from Home, regia di Cecil B. deMille (1914)
- La rosa del Rancho (Rose of the Rancho), regia di Cecil B. deMille (1914)
- Cameo Kirby, regia di Oscar Apfel (1914)
- The Warrens of Virginia, regia di Cecil B. DeMille (1915)
- The Love Route, regia di Allan Dwan (1915)
- Breezy Bill, Outcast, regia di Donald MacDonald - cortometraggio (1915)
- The Blot on the Shield, regia di B. Reeves Eason (1915)
- The Buzzard's Shadow, regia di Thomas Ricketts (1915)
- I prevaricatori  (The Cheat), regia di Cecil B. DeMille (1915)
- The Cactus Blossom, regia di Thomas Chatterton - cortometraggio (1915)
- The Other Side of the Door, regia di Thomas Ricketts (1916)
- The White Rosette, regia di Donald MacDonald (1916)
- The Target, regia di Norval MacGregor (1916)
- In the Shuffle, regia di Thomas Ricketts - cortometraggio (1916)
- Bonds of Deception, regia di Thomas Ricketts - cortometraggio (1916)
- Under Azure Skies, regia di William Bertram - cortometraggio (1916)
- Silent Selby - cortometraggio (1916)
- The Profligate, regia di Thomas Ricketts
- The Reclamation, regia di Edward Sloman (1916)
- Jack, regia di Frank Borzage - cortometraggio
- The Pilgrim, regia di Frank Borzage
- Nugget Jim's Pardner, regia di Frank Borzage - cortometraggio (1916)
- That Gal of Burke’s, regia di Frank Borzage - cortometraggio (1916)
- Matchin' Jim, regia di Frank Borzage - cortometraggio (1916)
- In Jungle Wilds, regia di Louis Chaudet - cortometraggio (1916)
- Orchidea nera (Black Orchids), regia di Rex Ingram (1917)
- Won by Grit , regia di George Marshall - cortometraggio (1916)
- The Reward of the Faithless , regia di Rex Ingram (1917)
- Polly Redhead , regia di Jack Conway (1917)
- Bringing Home Father , regia di William Worthington (1917)
- The Little Orphan, regia di Jack Conway (1917)
- Swede Hearts, regia di  George Marshall - cortometraggio (1917)
- Il re dell'audacia (The Gray Ghost), regia di Stuart Paton - serial (1917)
- Fires of Rebellion, regia di Ida May Park (1917)
- Pay Me!, regia di Joseph De Grasse (1917)
- The Spindle of Life, regia di George Cochrane (1917)
- The Ninth Day, regia di George Marshall - cortometraggio (1917)
- The Kingdom of Love, regia di Frank Lloyd  (1917)
- Unclaimed Goods, regia di Rollin S. Sturgeon (1918)
- Quick Triggers, regia di George Marshall - cortometraggio (1918)
- Naked Fists, regia di George Marshall (1918)
- Trail of No Return, regia di Harry Harvey - cortometraggio (1918)
- Mr. Logan, U.S.A., regia di Lynn F. Reynolds (1918)
- The Human Tiger, regia di  C.B. Hoadley - cortometraggio (1918)
- Tony America, regia di Thomas N. Heffron (1918)
- The Midnight Stage, regia di Ernest C. Warde  (1919)
- Go-Get-Em Garringer, regia di Ernest Traxler  (1919)
- Rustling a Bride, regia di Irvin Willat (1919)
- A White Man's Chance, regia di Ernest C. Warde (1919)
- A Man's Fight,
- The Blue Bandanna, regia di Joseph Franz  (1919)
- Kaintuck's Ward, regia di Edward A. Kull - cortometraggio (1920)
- The Hell Ship, regia di Scott R. Dunlap (1920)
- Under Crimson Skies, regia di Rex Ingram (1920)
- The Spirit of Good, regia di Paul Cazeneuve (1920)
- Two Moons, regia di Edward J. Le Saint (1920)
- Isobel or The Trail's End, regia di Edwin Carewe (1920)
- The Land of Jazz, regia di Jules Furthman (1920)
- A Daughter of the Law, regia di Jack Conway (1921)
- Out of the Silent North, regia di William Worthington (1922)
- Trimmed, regia di Harry A. Pollard (1922)
- One Eighth Apache, regia di Ben F. Wilson (1922)
- Single Handed, regia di Edward Sedgwick (1923)
- Playing It Wild, regia di William Duncan (1923)
- Times Have Changed, regia di James Flood (1923)
- Waterfront Wolves, regia di Tom Gibson (1924)
- Three Days to Live, regia di Tom Gibson (1924)
- Il cavallo d'acciaio (The Iron Horse ), regia di  John Ford (1924)
- Crashin' Through, regia di Alvin J. Neitz  (1924)
- Oh, You Tony!, regia di J.G. Blystone (1924)
- The Danger Rider,
- Ridin' Mad, regia di Jacques Jaccard (1924)
- The Drug Store Cowboy, regia di Park Frame (1925)
- Flashing Steeds, regia di Horace B. Carpenter (1925)
- Lash of the Law, regia di Marcel Perez (1925)
- Sea Horses,
- With Buffalo Bill on the U. P. Trail, regia di Frank S. Mattison (1926)
- The High Hand,
- General Custer at the Little Big Horn, regia di Harry L. Fraser (1926)
- Desert Greed, regia di Jacques Jaccard (1926)
- The Outlaw Breaker, regia di  Jacques Jaccard (1926)
- The Silent Rider, regia di Lynn Reynolds  (1927)
- The Long Loop on the Pecos, regia di Leo D. Maloney (1927)
- Whispering Smith Rides, regia di Ray Taylor (1927)
- Il cavaliere della frontiera (The Border Cavalier ), regia di William Wyler (1927)
- Gold from Weepah, regia di William Bertram (1927)
- The Apache Raider, regia di Leo D. Maloney (1928)
- King of the Wild , regia di Richard Thorpe - serial (1931)